# Никола Танурџић
Никола Танурџић (Стари Бечеј, 4. април 1887 — Нови Сад, 1969) био је трговац, задужбинар и добротвор.

## Биографија
Рођен је на колима у покрету поред Старог Бечеја, приликом селидбе родитеља из Станишића у Србобран. Растао је у Србобрану, притиснут оскудицом, све док није изучио помодну мануфактурну трговину, шегртујући код новосадског трговца Милоша Продановића. Након тога одлази у Пешту, где је радио четири године, најпре као обалски радник, а потом као трговачки помоћник. Затим, 1908. године, одлази у Беч, где је такође радио као обалски радник, све док се није запослио код Антона Хибла, познатог бечког трговца штофовима и крзном, где је службовао као главни трговачки путник за Балкан. Пословне вештине изучио је напорно радећи у различитим крајевима пространог царства. Тако је до 1914. године као трговачки помоћник, осим у Бечу и Будимпешти, пословао у Суботици и Прагу.
Када се из Беча вратио у Србобран, оженио се Ракилом Попић, која је потицала из солидне трговачке породице, те од уштеђеног новца покренуо сопствену трговину штофовима и крзном. Убрзо потом, преселио се у Нови Сад, где је 1922. године основао Творничко стовариште штофова „Силесиа“. Посао се убрзано развијао, па су, недуго по оснивању, из оба локала његове куће шегрти дневно износили по стотину пакета с поставама, дугмади, штофовима и свим другим потрепштинама неопходним за рад новосадских кројача.
Откако је постао имућан, он је по тадашњим хвале вредним обичајима, радо давао прилоге у добре и племените сврхе. Био је добротвор Матице српске, а помагао је и Соколску омладину, као и Новосадску трговачку омладину. Поред свих тих доброчинстава, уз пријатеља Милоша Ралетића, Танурџић је најзаслужнији за подизање палате Новосадске трговачке омладине, преко пута Бановине. Његовом задужбином располагало је Српско привредно друштво Привредник.

## Палата[1]
Животно дело Николе Танурџића несумњиво је крунисано подизањем простране палате која обухвата улице Змај Јовину, Модене и Илије Огњановића. На лицитацији, 1932. године, за четири милиона динара купио је плац где је била скромна грађевина пивнице „Минхен“. Пошто је порушио пивницу, почео да планира подизање титан пословно-стамбеног објекта. У јулу 1931. године, Танурџић је расписао конкурс за израду пројекта за стамбену зграду с биоскопом, хотелом и дућанима. Никола Танурџић исплатио је ауторе свих награђених радова, а изградњу палате поверио је пријатељу Ђорђу Табаковићу, искусном креатору стамбених зграда.
Грандиозни подухват изградње Танурџићеве палате започет је 1933. године, да би се људи у њу почели усељавати већ 1934. године. Тло на којем је зидана било је песковито, тако да се испод зграде, као темељ, морала излити плоча од армираног бетона дебља од 100 cm. Одлике модерног трговачког центра биле су изражене у застакљеном приземном појасу, са 14 пространих локала, док је на осталих пет спратова изграђено 35 стамбених јединица, до којих се стизало ходницима на дворишној фасади. Пети спрат с терасом био је намењен домара, перионицама и помоћним просторијама. Зграда је садржавала три засебна система за грејање и посебне инсталације за снабдевање топлом водом, као и два лифта, за станаре и хотелске госте. Разуме се, у палати се налазио и необично простран стан од око 300 m², намењен Танурџић.
Први наменски изграђен биоскоп у Новом Саду - „Рекс“ био је смештен на средини палате, дугачке 105 m. У пространу дворану с индиректним осветљењем могло се сместити чак 680 особа. Хотел „Рекс“ грађен је од 1939. године, након Танурџићевог и Табаковићевог пута у Немачку, где су се упознали с техничким решењима модерних хотела. На спратовима и у поткровљу било је смештено 45 хотелских соба с купатилима, телефонима, радио-пријемницима и уређајима за сигнализацију. Приземни хол био је обложен мермером, док је улаз у ресторан изведен с посебно раскошном облогом од шведског мермера. Хотела је коначно изграђен почетком ратне 1941. године, тако да Никола Танурџић никада није повратио уложена средства.

## Лоше знамење
Као краљевски дворски лиферант, Танурџић је снабдевао двор Карађорђевића штофовима и крзном, док је с краљем Александром био у пријатељским односима. Један је од најзаслужнијих за краљев долазак у Нови Сад, на свечаност отварања и освећења зграде Новосадске трговачке омладине. Чаша из које је том приликом пио краљ Александар сачувана је, по старом народном обичају, како би била бачена с новосаграђене Танурџићеве палате приликом церемоније отварања. Иако бачена с велике висине, пркосећи законима физике, чаша се није разбила, што је у тадашњем Новом Саду протумачено као веома лоше знамење. Нажалост, та мрачна предвиђања обистинила су се након трагичног убиства краља Александра. Касније ће се испоставити да се злокобно знамење односило и на самог Николу Танурџића и његову породицу.

## Послератне године
После Другог светског рата, наступила су времена револуционарне "правде", па је тако 1946. године, јединственим актом, цела палата национализована као привредна целина. Покретна имовина одношена је камионима. У његов стан, у којем је Танурџић живео са супругом и четворо деце, насилно су усељена тројица официра.
Упркос несрећама које су га снашле остао је несаломивог духа. Посакривао је резервне делове лифта, брава и друге предмете из Палате неопходне за нормално функционисање зграде, па их је, по изузетно високој цени, продавао новим властима.
До смрти се ипак извукао из материјалних неприлика.